# Michael Lucas' La Dolce Vita
Pour plus de détails, voir Fiche technique et Distribution.
Michael Lucas' La Dolce Vita est un film pornographique gay américain en deux parties réalisé par Tony DiMarco et Michael Lucas, d'après le film La dolce vita de Federico Fellini, et sorti en 2006.

## Synopsis
Max Todd, journaliste et critique de mode, assiste au tout dernier défilé du créateur Jack Bond. Les deux hommes échangent quelques mots après le défilé, montrant que chacun déteste l'autre. Jack Bond descend ensuite au sous-sol avec son garde du corps. Max et un de ses amis, Nick Cameron, les surprennent en pleine relation anale. 
De son côté, l'ancien assistant de Max, Rick Arnold, amène chez lui un jeune invité du défilé. Nick amène chez lui Max et Derrick, un homme rencontré en chemin. Ils ont des rapports sexuels à trois. Quand Max rentre chez lui, son petit ami lui reproche de l'avoir délaissé toute la nuit.
Ralph Casanova et Nicole Hunter tiennent une conférence de presse, puis partent avec Max dans un club. Sur place, Casanova abandonne Nicole pour un danseur. Max emmène la jeune femme faire le tour de New York en pleine nuit, et ils rejouent la scène entre Anita Ekberg et Marcello Mastroianni à la fontaine de Trevi. Quand ils reviennent, Casanova frappe Max au visage en emmenant Nicole avec lui.
Max et son petit ami vont à une fête donnée par l'un de ses amis, Preston Conners. Max espère présenter son compagnon à un éditeur, tandis que Preston s'isole dans un but sexuel avec un de ses invités particulièrement mignon. De son côté, le petit ami de Max fait la connaissance de l'éditeur, Chance Murphy, avec qui il accepte de coucher, acceptant une relation ouverte avec Max. 
Le rédacteur en chef de Max lui demande d'écrire un article sur son ami Preston Conners. Celui-ci va être arrêté pour pédophilie. Max a l'impression de trahir Preston quand ce dernier se confie à lui. Il s'enivre et part dans un club sexuel, suivi par Rick Arnold. En plein rapport sexuel avec un jeune homme, Max est pris en photo par Rick Arnold. Max sort du club, un nouveau jour se lève.

## Fiche technique
- Titre original : Michael Lucas' La Dolce Vita
- Réalisation : Tony DiMarco et Michael Lucas
- Scénario : Tony DiMarco
- Photographie : Tony DiMarco
- Montage : Frank Tyler
- Musique : Nekked
- Producteur : Michael Lucas
- Société de production : Lucas Entertainment
- Sociétés de distribution : Lucas Entertainment
- Langues : anglais
- Format : Couleur
- Genre : Film pornographique
- Durée : 240 minutes (120 + 120 minutes)
- Dates de sortie : 17 novembre 2006 et 18 novembre 2006  États-Unis

## Distribution
- Michael Lucas : Max Todd
- Ben Andrews : un mannequin de Runway
- Chad Hunt : Chance Murphy
- Spencer Quest : Preston Conners
- Jack Bond : le créateur de mode Jack Bond
- Ray Star : Ralph Casanova
- Wilson Vasquez : garde du corps
- Jamie Donovan : l'invité mignon de la fête
- Cole Ryan : le petit ami
- Jack MacCarthy : un mannequin de Runway
- Jonathan Vargas : un client du défilé de mode
- Derrick Hanson : Derrick
- Brad Star : un danseur au club
- Savanna Samson : Nicole Hunter - rôle non sexuel (as Vivid Girl Savanna Samson)
- Pete Ross : Rick Arnold
- Jason Ridge : Nick Cameron
- Justin Christopher : le jeune homme du club sexuel
- Erik Grant : un mannequin de Runway
- Frank Alegria : Fashion Editor
- Wayne Anderson : un paparazzi
- Will Clark : le chauffeur de la Limousine
- Dean Devereaux : un policier
- Shaun Fletcher : un paparazzi
- Johnny Hanson : le garde du corps au club
- Rico Ishikawa : Magazine Assistant
- Tom Judson : Mitchell, rédacteur en chef de Touche
- Kieron : un invité de la fête
- Rick Limas : Carey
- Mose : Fashion Show Stage Manager
- Olga : Shop Girl
- Heather Fink : Heather Weathers (as Heather Reznor)
- Mike Rogers : Paparazzi
- Scott Rose : Lawyer
- Jason Schell : un policier
- Ace Cumming : Sextra
- Gerald Fernando : Club Patron
- Garrett : un mannequin de Runway
- Randy Jones : un invité du défilé de mode
- Baby Jun : un invité du défilé de mode
- Amanda Lepore : une invitée du défilé de mode
- Anthony Lockhart : un mannequin de Runway
- Lorenzo	Lorenzo : un mannequin de Runway
- Scottie M. : Sextra
- Montoya : un mannequin de Runway
- Michael Musto : un invité du défilé de mode

## Récompenses
En 2007, le film a raflé les prix dans la plupart des catégories des GayVN Awards, l'un des principaux prix du genre.
- GayVN Awards 2007 : meilleur film, meilleurs réalisateurs pour Michael Lucas et Tony DiMarco, meilleur acteur pour Michael Lucas, meilleur second rôle pour Spencer Quest, meilleur scénario, meilleure direction artistique, meilleur montage, meilleure musique, meilleure photographie, meilleur trio, meilleure performance non sexuelle pour Savanna Samson[3].

## Autour du film
Michael Lucas affirme qu'il s'agit du film pornographique gay le plus cher, avec un budget de 250 000 $ et de nombreux caméos de personnalités.
En 2007, l'International Media Films Inc., propriétaire du film de Fellini, a porté plainte contre Michael Lucas pour atteinte au droit d'auteur pour avoir repris le titre du film La dolce vita. La même année, un juge fédéral rejette cette plainte.